# Thomas Scott
Thomas Scott, britanski general, * 1897, † 1968.